# Vriesea repandostachys
Vriesea repandostachys là một loài thuộc chi Vriesea. Đây là loài đặc hữu của Brasil.